# Stazione di Montoro Superiore
La stazione di Montoro Superiore è una fermata ferroviaria posta sulla linea Cancello-Avellino. Serviva i centri abitati di Banzano e Torchiati, nel comune di Montoro Superiore prima e Montoro poi.

## Storia
La stazione è situata a circa 3 km dal centro del comune, in prossimità di un passaggio a livello, ed a causa della posizione e della mancanza di interscambi, e quindi della scarsità di passeggeri, è stata chiusa a metà degli anni 1990.